# Cytisus insularis
Cytisus insularis o Xesta de Ons es un arbusto de la familia de las Fabáceas.

## Descripción
Cytisus insularis es un arbusto fanerófito (microfanerófito), caducifolio, hermafrodita, de hasta 3 metros de altura.  Tallos y ramas angulosos con 8 costillas bien marcadas. Tallos, ramas y legumbres muestran abundante pilosidad característica. A diferencia de la mayoría de los Cytisus que habitan en cotas bajas, los tallos y ramas se presentan rígidos y erectos. Hojas simples sin peciolo (sentadas).
Flores solitarias o geminadas en la parte superior de las ramas. Cáliz campanular, glabro, verde primero y luego pardo-negruzco. Corola papilionada, amarilla, quilla con ápice redondeado de longitud similar a la de las alas y estandarte de borde ligeramente revoluto. Estilo enrollado en algo más de 1 vuelta completa. Androceo con 10 estambres. Legumbre linear-oblonga, muy comprimida, ligeramente curvada, longitud de 2 a 4 cm, muy villosa, primero verde, luego negra. Floración primaveral sincrónica de toda la colonia, generalmente de mediados de mayo a mediados de junio, con floración esporádica tardía hasta bien entrado julio.

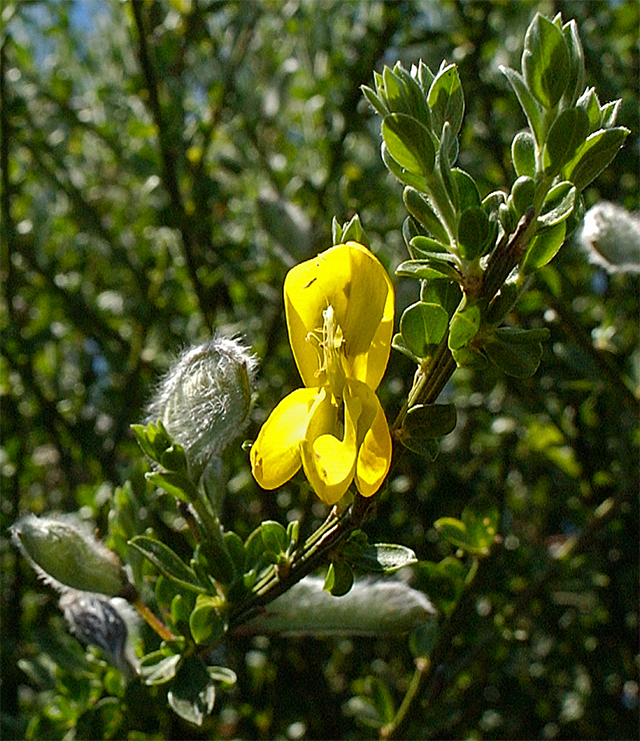
Aspecto detallado de la xesta de Ons (Cytisus insularis) mostrando ramas, hojas, flores y legumbres.

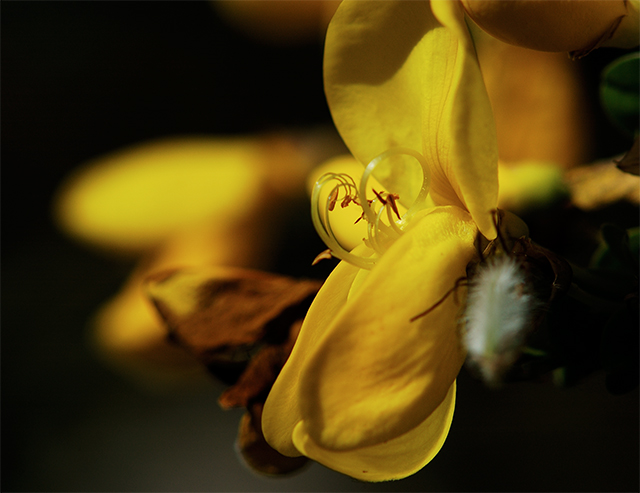
Flor de Cytisus insularis

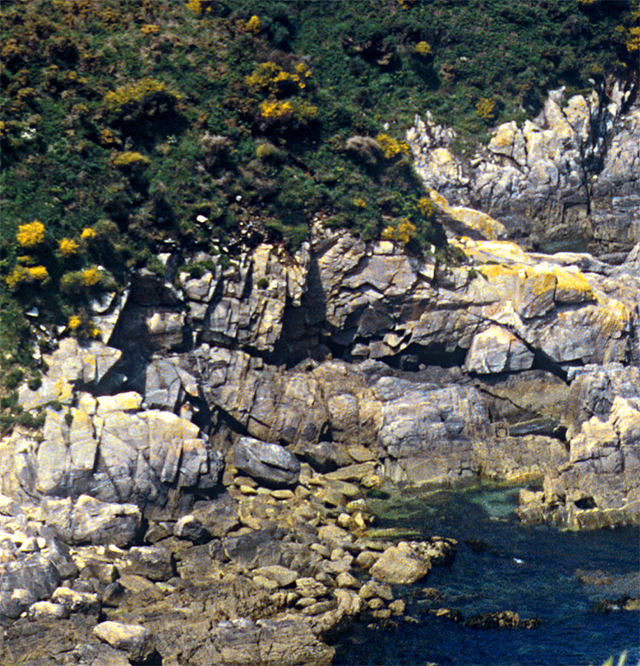
Población principal de Cytisus insularis.

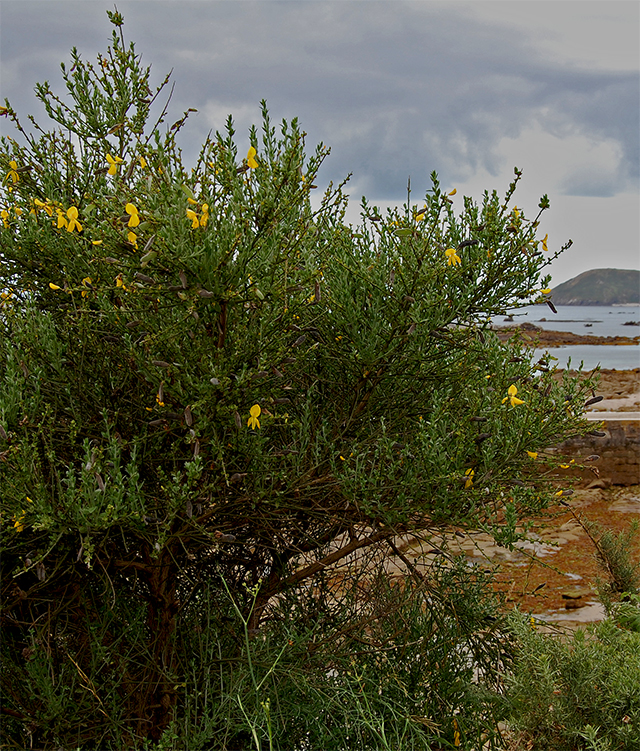
Este ejemplar de Xesta de Ons (Cytisus insularis) muestra su morfología y su ambiente típicos.

## Hábitat
Acantilados costeros y primeras líneas tras arenales, en suelos pobres y someros con fuerte influencia marina directa (salina, ventosa y muy radiada por el sol). Poblaciones exclusivas de la Illa de Ons.

## Distribución
Endemismo exclusivo de la Illa de Ons, Illa de Sálvora e Illote de Vionta en Galicia, al Noroeste de la península ibérica. Área de distribución y población muy reducidas. En Peligro (EN). Criterios B2ab (distribución geográfica reducida). También peligro por pérdida de hábitat frente a invasoras y por hibridación con otros Cytisus. Ha sido citado recientemente en la Costa da Vela (Ayuntamiento de Cangas), concretamente en los sistemas dunares de la playa de Barra 

## Subespecies
Inexistentes o no descritas.

## Nombre común
- Gallego: xesta de Ons.